# Adolf Asher
Adolf Asher (eigentlich Abraham Isaac Ascher; * 23. August 1800 in Cammin in Pommern; † 1. September 1853 in Venedig) war ein deutscher Buchhändler, Antiquar, Verleger und Bibliograph.

## Leben und Werk
Er besuchte das Gymnasium zum Grauen Kloster in Berlin. Nach dem Schulabschluss hielt er sich als Händler einige Jahre in England auf und ging an anschließend nach Sankt Petersburg, wo er mit Diamanten handelte. Als durch Zufall eine Büchersammlung in seinen Besitz gelangte, ließ er sich in Berlin nieder und gründete 1830 dort, im Nebenhaus von Friedrich August Herbig eine Buchhandlung mit späteren Filialen in London und Sankt Petersburg. Mit seinen außergewöhnlichen Sprachkenntnissen und guten geschäftlichen Verbindungen förderte er den Literaturaustausch zwischen Deutschland und dem Ausland.
1824 heiratete er Anna, geb. Friedeberg (1806–1866), die Tochter von Samuel Friedeberg und Friederike, geb. Jacoby.
Seine Kenntnisse auf dem Gebiet der Bibliographie und der neuhebräischen Sprache und Literatur fanden Anerkennung. Adolf Asher verfasste mehrere bibliographische Werke. 1840 wurde seine Buchhandlung einer der Hauptlieferanten des Britischen Museums für fremdsprachige Bücher. Erst die Kriege im 20. Jahrhundert unterbrachen diese Geschäftsverbindung.  Ebenfalls 1840 gab er, unterstützt von namhaften Gelehrten, in London und Berlin eine kritische Ausgabe der Reisebeschreibungen des Benjamin von Tudela heraus.
Zeitweise gehörte er dem Vorstand der Jüdischen Gemeinde von Berlin an.
1853 erlag Adolf Asher während einer Geschäftsreise in Venedig nach achtzehntägigem Krankenlager einem gastrisch-nervösen Fieber. Seine Witwe Anna Asher verstarb am 20. November 1866. Die Buchhandlung wurde von Albert Cohn weiter geführt und kam 1874 in den Besitz von Adolf Behrend und Leonhard Simion.

## Mitgliedschaften
Adolf Asher war Mitglied der Deutschen Morgenländischen Gesellschaft.

## Schriften
- Asher's picture of Berlin and its environs containing a copious account of every object worthy of inspection in the metropolis of Prussia, in Charlottenburg and Podsdam : to which is added: a list of German classic authors and of their preeminent works. Berlin 1937 (Digitalisat).
- Bibliographical essay on the collection of voyages and travels edited and published by Levinus Hulsius and his successors, at Nuremberg and Francfort from anno 1598 to 1660. Berlin 1839 (Digitalisat).
- Bibliographical essay on the Scriptores rerum germanicarum. Berlin 1843 (Digitalisat).[7]
- Itinerary of R. Benjamin of Tudela. 2 Bände. Berlin 1840

## Briefe
- Briefe von Adolf und Anna Asher sowie von ihrem Sohn Georg M. Asher an Leopold Zunz in The Leopold Zunz Archives